# محمود عبد المجيد الخالدي
محمود عبد المجيد الخالدي (وُلد عام 1946 ميلاديًا) هو مؤلفٌ ومفكرٌ إسلامي أردني، يعملُ أستاذً للشريعة والدراسات الإسلامية في جامعة اليرموك بإربد منذ عام 1981. كان محمود الخالدي قد وُلد عام 1946 ميلاديًا في قرية كرتيا جنوب فلسطين، وحصل على درجة الدكتوراه في السياسة الشرعية من كلية الشريعة والقانون بجامعة الأزهر.

## مؤلفاته
من مؤلفاته:
- «قواعد نظام الحكم في الإسلام»، صدر عام 1980.
- «نظام القضاء في الإسلام»، صدر عام 1983.
- «نقض كتاب الحكومية الإسلامية للخميني»، صدر عام 1983.
- «نقض دستور الجمهورية الإسلامية الإيرانية»، صدر عام 1983.
- «نقض النظام الديمقراطي»، صدر عام 1984.
- «الاقتصاد الرأسمالي في مرآة الإسلام»، صدر عام 1984.
- «الأصول الفكرية للثقافة الإسلامية» (جمع وإعداد وتنسيق)، صدر عام 1984.
- «مفهوم الاقتصاد في الإسلام»، صدر عام 1984.
- «معالم الخلافة في الفكر السياسي الإسلامي»، صدر عام 1984.
- «البيعة في الفكر السياسي الإسلامي»، صدر عام 1985.
- «زكاة النقود الورقية المعاصرة»، صدر عام 1985.
- «سوسيولوجيا الاقتصاد الإسلامي»، صدر عام 1985.
- «العقيدة وعلم الكلام في مناهج البحث والتفكير الإسلامي»، صدر عام 1985.
- «التفكير بداية الطريق إلى نهضة الأمة الإسلامية»، صدر عام 1985.
- «نظام الشورى في الإسلام»، صدر عام 1986.
- «الديمقراطية الغربية في ضوء الشريعة الإسلامية»، صدر عام 1986.
- «الإسلام وأصول الحكم»، صدر عام 2005.
- «اقتصادنا (مفاهيم إسلامية مستنيرة)»، صدر عام 2005.